# كبوسين سميثي
كبوسين سميثي (الاسم العلمي:Tropaeolum smithii) هو نوع من النباتات يتبع جنس الكبوسين من الفصيلة الكبوسينية.